# Nor-Am Cup 2013
La Nor-Am Cup 2013 è stata la 36ª edizione della  manifestazione organizzata dalla Federazione Internazionale Sci. È iniziata a Loveland negli Stati Uniti per gli uomini il 24 novembre 2012 e per le donne il 26 novembre, in entrambi i casi con un slalom speciale. La competizione si è conclusa il 17 marzo 2013 per gli uomini a Calgary, in Canada, con uno slalom speciale e per le donne il 18 marzo a Squaw Valley, negli Stati Uniti, con un supergigante.
In campo maschile sono state disputate tutte le 29 gare in programma (4 discese libere, 7 supergiganti, 8 slalom giganti, 8 slalom speciali, 2 supercombinate), in 8 diverse località. Lo statunitense Jared Goldberg si è aggiudicato sia la classifica generale, sia quella di discesa libera; il canadese Morgan Pridy ha vinto quelle di supergigante e di combinata e i suoi connazionali Phil Brown e Paul Stutz rispettivamente quelle di slalom gigante e di slalom speciale. Il canadese Erik Read era il detentore uscente del trofeo generale.
In campo femminile sono state disputate tutte le 28 gare in programma (4 discese libere, 6 supergiganti, 8 slalom giganti, 8 slalom speciali, 2 supercombinate), in 8 diverse località. La statunitense Megan McJames si è aggiudicata sia la classifica generale, sia quella di combinata; le sue connazionali Katie Ryan e Jacqueline Wiles hanno vinto rispettivamente quelle di discesa libera e di supergigante, le canadesi Mikaela Tommy e Anna Goodman quelle di slalom gigante e di slalom speciale. La statunitense Julia Ford era la detentrice uscente del trofeo generale.

## Uomini

### Risultati
| Data             | Località        | Nazione     | Spec. | Primo                | Secondo                 | Terzo                     |
| ---------------- | --------------- | ----------- | ----- | -------------------- | ----------------------- | ------------------------- |
| 24 novembre 2012 | Loveland        | Stati Uniti | SL    | Jonathan Nordbotten  | Leif Kristian Haugen    | David Chodounsky          |
| 25 novembre 2012 | Loveland        | Stati Uniti | SL    | Leif Kristian Haugen | Christoph Nösig         | Julien Cousineau          |
| 26 novembre 2012 | Aspen           | Stati Uniti | GS    | Marcel Hirscher      | Giovanni Borsotti       | Thomas Fanara             |
| 27 novembre 2012 | Aspen           | Stati Uniti | GS    | Roberto Nani         | Marcus Sandell          | Stefan Luitz              |
| 5 dicembre 2012  | Copper Mountain | Stati Uniti | DH    | Jared Goldberg       | Thomas Biesemeyer       | Marvin Ackermann          |
| 6 dicembre 2012  | Copper Mountain | Stati Uniti | DH    | Jared Goldberg       | Bryce Bennett           | Alek Glebov               |
| 8 dicembre 2012  | Copper Mountain | Stati Uniti | SG    | Alek Glebov          | Jared Goldberg          | Philipp Zepnik            |
| 9 dicembre 2012  | Copper Mountain | Stati Uniti | SG    | Jack Auty            | Jeffrey Frisch          | William Schuessler-Bédard |
| 12 dicembre 2012 | Panorama        | Canada      | SL    | Paul Stutz           | Colby Granstrom         | Jared Goldberg            |
| 13 dicembre 2012 | Panorama        | Canada      | SL    | Trevor Philp         | Phil Brown              | Trevor White              |
| 14 dicembre 2012 | Panorama        | Canada      | GS    | Brennan Rubie        | Ford Swette             | David Donaldson           |
| 15 dicembre 2012 | Panorama        | Canada      | GS    | Brennan Rubie        | William St-Germain      | Seppi Stiegler            |
| 16 dicembre 2012 | Panorama        | Canada      | SC    | Jared Goldberg       | Mark Engel              | Phil Brown                |
| 16 dicembre 2012 | Panorama        | Canada      | SG    | Jared Goldberg       | Morgan Pridy            | Jeffrey Frisch            |
| 17 dicembre 2012 | Panorama        | Canada      | SG    | Brennan Rubie        | Morgan Pridy            | Jeffrey Frisch            |
| 31 gennaio 2013  | Vail            | Stati Uniti | GS    | Kieffer Christianson | Nikolai Tornø Narvestad | Nicholas Krause           |
| 1º febbraio 2013 | Vail            | Stati Uniti | GS    | Ford Swette          | Sasha Zaitsoff          | Kieffer Christianson      |
| 2 febbraio 2013  | Vail            | Stati Uniti | SL    | Paul Stutz           | Michael Janyk           | Phil Brown                |
| 3 febbraio 2013  | Vail            | Stati Uniti | SL    | Paul Stutz           | Michael Janyk           | Phil Brown                |
| 8 febbraio 2013  | Apex            | Canada      | DH    | Conrad Pridy         | Jared Goldberg          | Jeffrey Frisch            |
| 9 febbraio 2013  | Apex            | Canada      | DH    | Jeffrey Frisch       | Morgan Pridy            | John Kucera               |
| 10 febbraio 2013 | Apex            | Canada      | SG    | Nick Daniels         | Conrad Pridy            | Vincent Lajoie            |
| 12 marzo 2013    | Nakiska         | Canada      | SG    | Morgan Pridy         | Tyler Werry             | Dustin Cook               |
| 13 marzo 2013    | Nakiska         | Canada      | SC    | Morgan Pridy         | Erik Read               | Phil Brown                |
| 13 marzo 2013    | Nakiska         | Canada      | SG    | Morgan Pridy         | Dustin Cook             | Jared Goldberg            |
| 14 marzo 2013    | Nakiska         | Canada      | GS    | David Donaldson      | Phil Brown              | Robby Kelley              |
| 15 marzo 2013    | Nakiska         | Canada      | GS    | Phil Brown           | Robby Kelley            | Espen Lysdahl             |
| 16 marzo 2013    | Calgary         | Canada      | SL    | Colby Granstrom      | Michael Janyk           | Julien Cousineau          |
| 17 marzo 2013    | Calgary         | Canada      | SL    | Jonathan Nordbotten  | Michael Janyk           | Will Brandenburg          |

Legenda:

DH = discesa libera

SG = supergigante

GS = slalom gigante

SL = slalom speciale

SC = supercombinata

### Classifiche

#### Generale
| Pos. | Nome                 | Nazione     | Punti |
| ---- | -------------------- | ----------- | ----- |
| 1    | Jared Goldberg       | Stati Uniti | 1069  |
| 2    | Phil Brown           | Canada      | 903   |
| 3    | Morgan Pridy         | Canada      | 798   |
| 4    | Jeffrey Frisch       | Canada      | 649   |
| 5    | Sasha Zaitsoff       | Canada      | 522   |
| 6    | Erik Read            | Canada      | 518   |
| 7    | Nick Daniels         | Stati Uniti | 493   |
| 8    | Trevor Philp         | Canada      | 461   |
| 7    | Bryce Bennett        | Stati Uniti | 455   |
| 7    | Kieffer Christianson | Stati Uniti | 434   |

#### Discesa libera
| Pos. | Nome           | Nazione     | Punti |
| ---- | -------------- | ----------- | ----- |
| 1    | Jared Goldberg | Stati Uniti | 320   |
| 2    | Jeffrey Frisch | Canada      | 246   |
| 3    | Bryce Bennett  | Stati Uniti | 192   |
| 4    | Conrad Pridy   | Canada      | 181   |
| 5    | Morgan Pridy   | Canada      | 165   |

#### Supergigante
| Pos. | Nome           | Nazione     | Punti |
| ---- | -------------- | ----------- | ----- |
| 1    | Morgan Pridy   | Canada      | 455   |
| 2    | Jared Goldberg | Stati Uniti | 381   |
| 3    | Jeffrey Frisch | Canada      | 317   |
| 4    | Nick Daniels   | Stati Uniti | 222   |
| 5    | Tyler Werry    | Canada      | 176   |

#### Slalom gigante
| Pos. | Nome                 | Nazione     | Punti |
| ---- | -------------------- | ----------- | ----- |
| 1    | Phil Brown           | Canada      | 345   |
| 2    | David Donaldson      | Canada      | 317   |
| 3    | Kieffer Christianson | Stati Uniti | 296   |
| 4    | Ford Swette          | Canada      | 239   |
| 5    | Brennan Rubie        | Stati Uniti | 231   |

#### Slalom speciale
| Pos. | Nome                | Nazione     | Punti |
| ---- | ------------------- | ----------- | ----- |
| 1    | Paul Stutz          | Canada      | 368   |
| 2    | Michael Janyk       | Canada      | 320   |
| 3    | Jonathan Nordbotten | Norvegia    | 299   |
| 4    | Colby Granstrom     | Stati Uniti | 262   |
| 5    | Phil Brown          | Canada      | 260   |

#### Combinata
| Pos. | Nome           | Nazione     | Punti |
| ---- | -------------- | ----------- | ----- |
| 1    | Morgan Pridy   | Canada      | 140   |
| 2    | Mark Engel     | Stati Uniti | 125   |
| 3    | Phil Brown     | Canada      | 120   |
| 4    | Jared Goldberg | Stati Uniti | 115   |
| 5    | Trevor Philp   | Canada      | 90    |

## Donne

### Risultati
| Data             | Località        | Nazione     | Spec. | Prima                    | Seconda                    | Terza                               |
| ---------------- | --------------- | ----------- | ----- | ------------------------ | -------------------------- | ----------------------------------- |
| 26 novembre 2012 | Loveland        | Stati Uniti | SL    | Erin Mielzynski          | Chiara Costazza            | Brittany Phelan                     |
| 27 novembre 2012 | Loveland        | Stati Uniti | SL    | Brittany Phelan          | Wendy Holdener             | Laurie Mougel                       |
| 28 novembre 2012 | Aspen           | Stati Uniti | GS    | Mikaela Shiffrin         | Nicole Hosp                | Agnieszka Gąsienica-Daniel          |
| 29 novembre 2012 | Aspen           | Stati Uniti | GS    | Mikaela Shiffrin         | Agnieszka Gąsienica-Daniel | Mizue Hoshi                         |
| 1º dicembre 2012 | Copper Mountain | Stati Uniti | SG    | Anna Marno               | Katie Ryan                 | Brooke Wales                        |
| 2 dicembre 2012  | Copper Mountain | Stati Uniti | SG    | Megan McJames            | Anna Marno                 | Katie Hartman                       |
| 5 dicembre 2012  | Copper Mountain | Stati Uniti | DH    | Abby Ghent               | Katie Ryan                 | Jacqueline Wiles                    |
| 6 dicembre 2012  | Copper Mountain | Stati Uniti | DH    | Katie Ryan               | Abby Ghent                 | Jacqueline Wiles                    |
| 10 dicembre 2012 | Panorama        | Canada      | SG    | Ana Kobal                | Brooke Wales               | Abby Ghent Anna Marno Mikaela Tommy |
| 11 dicembre 2012 | Panorama        | Canada      | SC    | Erin Mielzynski          | Roni Remme                 | Kristine Gjelsten Haugen            |
| 11 dicembre 2012 | Panorama        | Canada      | SG    | Katharine Irwin          | Jacqueline Wiles           | Erin Mielzynski                     |
| 12 dicembre 2012 | Panorama        | Canada      | GS    | Kristine Gjelsten Haugen | Mikaela Tommy              | Erin Mielzynski                     |
| 13 dicembre 2012 | Panorama        | Canada      | GS    | Kristine Gjelsten Haugen | Mikaela Tommy              | Erin Mielzynski                     |
| 14 dicembre 2012 | Panorama        | Canada      | SL    | Erin Mielzynski          | Brittany Phelan            | Anna Goodman                        |
| 15 dicembre 2012 | Panorama        | Canada      | SL    | Brittany Phelan          | Anna Goodman               | Elli Terwiel                        |
| 2 febbraio 2013  | Vail            | Stati Uniti | SL    | Anna Goodman             | Resi Stiegler              | Ève Routhier                        |
| 3 febbraio 2013  | Vail            | Stati Uniti | SL    | Anna Goodman             | Resi Stiegler              | Kristine Gjelsten Haugen            |
| 4 febbraio 2013  | Vail            | Stati Uniti | GS    | Mikaela Tommy            | Resi Stiegler              | Ève Routhier                        |
| 5 febbraio 2013  | Vail            | Stati Uniti | GS    | Kristine Gjelsten Haugen | Mateja Robnik              | Megan McJames                       |
| 8 febbraio 2013  | Apex            | Canada      | DH    | Katie Ryan               | Jacqueline Wiles           | Julia Ford                          |
| 9 febbraio 2013  | Apex            | Canada      | DH    | Katie Ryan               | Jacqueline Wiles           | Katie Hartman                       |
| 11 febbraio 2013 | Apex            | Canada      | SG    | Jacqueline Wiles         | Julia Roth                 | Katie Ryan                          |
| 14 marzo 2013    | Sugar Bowl      | Stati Uniti | SL    | Elli Terwiel             | Megan McJames              | Ève Routhier                        |
| 15 marzo 2013    | Sugar Bowl      | Stati Uniti | SL    | Anna Goodman             | Ève Routhier               | Tonje Sekse                         |
| 16 marzo 2013    | Squaw Valley    | Stati Uniti | GS    | Marie-Pier Préfontaine   | Megan McJames              | Larisa Yurkiw                       |
| 17 marzo 2013    | Squaw Valley    | Stati Uniti | GS    | Megan McJames            | Mateja Robnik              | Marie-Pier Préfontaine              |
| 18 marzo 2013    | Squaw Valley    | Stati Uniti | SC    | Megan McJames            | Marie-Pier Préfontaine     | Julia Roth                          |
| 18 marzo 2013    | Squaw Valley    | Stati Uniti | SG    | Abby Ghent               | Leanne Smith               | Julia Roth                          |

Legenda:

DH = discesa libera

SG = supergigante

GS = slalom gigante

SL = slalom speciale

SC = supercombinata

### Classifiche

#### Generale
| Pos. | Nome                     | Nazione     | Punti |
| ---- | ------------------------ | ----------- | ----- |
| 1    | Megan McJames            | Stati Uniti | 1008  |
| 2    | Jacqueline Wiles         | Stati Uniti | 800   |
| 3    | Abby Ghent               | Stati Uniti | 723   |
| 4    | Kristine Gjelsten Haugen | Norvegia    | 667   |
| 5    | Katie Ryan               | Stati Uniti | 639   |
| 6    | Katie Hartman            | Stati Uniti | 637   |
| 7    | Mikaela Tommy            | Canada      | 571   |
| 8    | Paula Moltzan            | Stati Uniti | 561   |
| 9    | Anna Goodman             | Canada      | 530   |
| 10   | Anna Marno               | Stati Uniti | 506   |
| 10   | Erin Mielzynski          | Canada      | 506   |

#### Discesa libera
| Pos. | Nome             | Nazione     | Punti |
| ---- | ---------------- | ----------- | ----- |
| 1    | Katie Ryan       | Stati Uniti | 380   |
| 2    | Jacqueline Wiles | Stati Uniti | 280   |
| 3    | Abby Ghent       | Stati Uniti | 275   |
| 4    | Katie Hartman    | Stati Uniti | 181   |
| 5    | Tess Davies      | Canada      | 140   |

#### Supergigante
| Pos. | Nome             | Nazione     | Punti |
| ---- | ---------------- | ----------- | ----- |
| 1    | Jacqueline Wiles | Stati Uniti | 285   |
| 2    | Anna Marno       | Stati Uniti | 258   |
| 2    | Megan McJames    | Stati Uniti | 258   |
| 4    | Katie Ryan       | Stati Uniti | 246   |
| 5    | Katie Hartman    | Stati Uniti | 245   |

#### Slalom gigante
| Pos. | Nome                     | Nazione     | Punti |
| ---- | ------------------------ | ----------- | ----- |
| 1    | Mikaela Tommy            | Canada      | 366   |
| 2    | Megan McJames            | Stati Uniti | 354   |
| 3    | Kristine Gjelsten Haugen | Norvegia    | 329   |
| 4    | Mateja Robnik            | Slovenia    | 260   |
| 5    | Ève Routhier             | Canada      | 227   |

#### Slalom speciale
| Pos. | Nome            | Nazione     | Punti |
| ---- | --------------- | ----------- | ----- |
| 1    | Anna Goodman    | Canada      | 530   |
| 2    | Brittany Phelan | Canada      | 340   |
| 3    | Elli Terwiel    | Canada      | 291   |
| 4    | Megan McJames   | Stati Uniti | 283   |
| 5    | Ève Routhier    | Canada      | 240   |

#### Combinata
| Pos. | Nome                   | Nazione     | Punti |
| ---- | ---------------------- | ----------- | ----- |
| 1    | Megan McJames          | Stati Uniti | 113   |
| 2    | Erin Mielzynski        | Canada      | 100   |
| 3    | Roni Remme             | Canada      | 91    |
| 4    | Marie-Pier Préfontaine | Canada      | 80    |
| 5    | Paula Moltzan          | Stati Uniti | 74    |